# FC Pune City
FC Pune City (hindi फुटबॉल क्लब पुणे सिटी, ang. Football Club Pune City) – indyjski klub piłkarski, mający siedzibę w mieście Pune w stanie Maharasztra, w zachodniej części kraju, grający w latach 2014-2019 w rozgrywkach Indian Super League.

## Historia
Klub został założony w miejscowości Pune 13 kwietnia 2014 roku po tym, jak na początku 2014 roku narodowa federacja piłki nożnej w Indiach ogłosiła powstanie Indian Super League. 13 kwietnia 2014 roku ogłoszono, że Salman Khan i Wadhawan Group wygrali przetarg na franczyzę Pune. 14 października tego samego roku klub rozegrał swój pierwszy oficjalny mecz w Superlidze, remisując 0:0 z Delhi Dynamos FC na stadionie piłkarskim Jawaharlal Nehru Stadium w Nowym Delhi. W inauguracyjnym sezonie 2014 zespół nie zdobył miejsca na podium, zajmując szóstą pozycję w tabeli ligowej i nie awansował do fazy play-off. Przez kolejne trzy sezony klub był poza czwórką najlepszych drużyn, które potem walczyły o tytuł mistrza. Dopiero w sezonie 2017/18 zajął czwarte miejsce w rundzie zasadniczej i awansował do etapu play-off, ale przegrał w półfinale.
W 2019 roku klub próbował nielegalnie pozyskać zawodnika z Chennai City FC (Hiszpana Néstora Gordillo), podczas gdy zawodnik nadal miał kontrakt z Chennai City. Indyjska Federacja Piłki Nożnej mocno uderzyła w Pune City, ponieważ nałożono na nich zakaz transferów w dwóch oknach, grzywnę w wysokości 50 lakhów i dwuletni zakaz udziału w jakichkolwiek turniejach AFC. W ciągu kilku miesięcy od incydentu klub został rozwiązany, a udziały sprzedane. Następnie nowi właściciele przenieśli bazę z Pune do południowego miasta Hyderabad jako Hyderabad FC.

## Barwy klubowe
|  |  |

Klub ma barwy pomarańczowo-fioletowe. Piłkarze domowe spotkania zazwyczaj grają w pomarańczowych koszulkach, pomarańczowych spodenkach oraz pomarańczowych getrach.

## Sukcesy

### Trofea międzynarodowe
Do 2022 klub jeszcze nigdy nie zakwalifikował się do rozgrywek międzynarodowych.

### Trofea krajowe
| \| \| Zdobyte trofea w rozgrywkach Indii (stan na: 31-05-2022) \| |                                                          |      |                        |
| Rozgrywki                                                         | Osiągnięcie                                              | Razy | Sezon(y)               |
| Mistrzostwo                                                       | I miejsce                                                | 0    |                        |
| Mistrzostwo                                                       | II miejsce                                               | 0    |                        |
| Mistrzostwo                                                       | III miejsce                                              | 1    | 2017/18 (półfinalista) |
| Puchar                                                            | zdobywca                                                 | 0    |                        |
| Puchar                                                            | finalista                                                | 0    |                        |
| Puchar                                                            | 1/8 finału                                               | 2    | 2018, 2019             |
| II liga                                                           | I miejsce                                                | 0    |                        |
| II liga                                                           | II miejsce                                               | 0    |                        |
| II liga                                                           | III miejsce                                              | 0    |                        |
| Indie                                                             | Zdobyte trofea w rozgrywkach Indii (stan na: 31-05-2022) |      |                        |

- IFA Shield:
  - zdobywca (1): 2017

- Bandodkar Gold Trophy:
  - zdobywca (1): 2016

## Stadion
Klub piłkarski rozgrywał swoje mecze domowe na stadionie Shree Shiv Chhatrapati Sports Complex w Pune, który mógł pomieścić 9.110 widzów.

## Derby
- Mumbai City FC